# شاهینک ران‌سیاه
شاهینک ران‌سیاه (نام علمی: Microhierax fringillarius) یکی از کوچک‌ترین پرندگان شکاری است که معمولاً بین ۱۴–۱۶ سانتیمتر (۵٫۵–۶٫۳ اینچ)، طول، با ۲۷–۳۲ سانتیمتر (۱۱–۱۳ اینچ) طول بال اندازه دارد، که اندازه‌ای قابل مقایسه با یک گنجشک معمولی است. بومی برونئی دارالسلام، میانمار، تایلند، مالزی، سنگاپور و اندونزی و سرگردان سری‌لانکا است.